# 橘徳子
橘 徳子（たちばな の とくし、生没年不詳）は平安中期の女官で、一条・後一条二代の乳母。播磨守仲遠の女。藤原有国の室、資業の母。典侍を務め従三位に至り、「橘三位」と称された。
およそ天徳年間（957年－960年）の生まれか。天元3年（980年）前後に懐仁親王（のちの一条天皇）の乳母となる。長徳元年（995年）10月、大宰大弐に任じた有国と共に任地へ下向、その時の威勢は『栄花物語』に描かれている。長保3年（1001年）任果てた夫とともに帰京。寛弘2年（1005年）3月、第一皇女脩子内親王著裳に際して理髪役を奉仕。寛弘5年（1008年）9月、第二皇子敦成親王（のちの後一条天皇）誕生に際して乳付役を奉仕、七夜産養には中宮彰子から贈り物を受けた。寛弘8年（1011年）夫と死別。治安2年（1022年）7月、後一条天皇法成寺行幸に供奉したのを最後に、その後の消息は不明。